# Perdición (canción)
«Perdición» es una canción grabada e interpretada por el grupo de rock pop La Quinta Estación. La canción es el segundo de los tres sencillos de radio desde el estudio de la banda álbum debut, Primera Toma. Una versión acústica más tarde fue lanzado como sencillo de la banda Acústico (álbum de La 5 ª Estación).

## Video
En el video se muestra a la vocalista en una resprostectiva con la cual cuenta los hechos que sucedieron después de la pelea de una pareja, mostrando en el inicio las consecuencias, y al final el comienzo de esta. Fue lanzada el año de 2002. Más adelante se lanzó otra versión del sencillo como tipo acústico para promocionar su disco acústico.
- Datos: Q7167678